# محسن بنگر
محسن بنگر (زادهٔ ۱۵ تیر ۱۳۵۸) بازیکن سابق و مربی فوتبال اهل ایران است.
بنگر سابقهٔ بازی در تیم‌های شموشک نوشهر، سپاهان اصفهان، پرسپولیس، تراکتور تبریز، نفت تهران، پارس جنوبی جم و کارون اروند خرمشهر و همچنین سابقه بازی در تیم ملی فوتبال ایران را نیز در کارنامه خود دارد.
وی در تاریخ ۱۹ تیر ۱۳۹۸ از فوتبال خداحافظی کرد.

## دوران باشگاهی

### شموشک نوشهر
محسن بنگر برای سه‌فصل سابقه بازی در شموشک نوشهر را دارد.

### سپاهان
او در مسابقات لیگ برتر ۲۰۵ بازی در طول نزدیک‌به یک‌دهه حضورش در سپاهان انجام داد و ۱۲ گل در این مسابقات برای این باشگاه به ثمر رساند. او برای سپاهان در لیگ قهرمانان آسیا، جام حذفی، جام باشگاه‌های فوتبال جهان و مسابقات داخلی لیگ ایران به میدان رفت. او مدتی در سپاهان به‌دلیل مصدومیت نتوانست بازی کند، اما بالاخره حتی با وجود سید جلال حسینی و هادی عقیلی توانست عضوی از ترکیب ثابت این باشگاه شود.

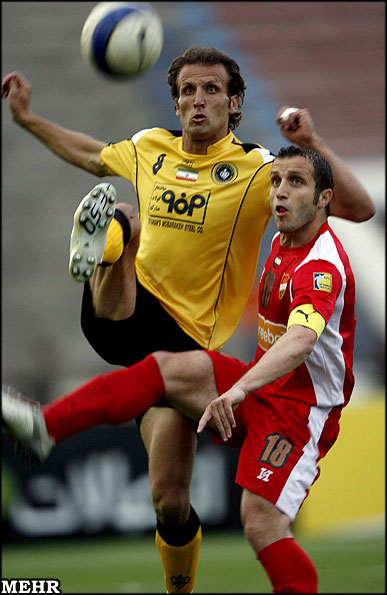
دیدار باشگاه سپاهان اصفهان با الاتحاد حلب در سوریه، ۱۹ اردیبهشت ۱۳۸۶

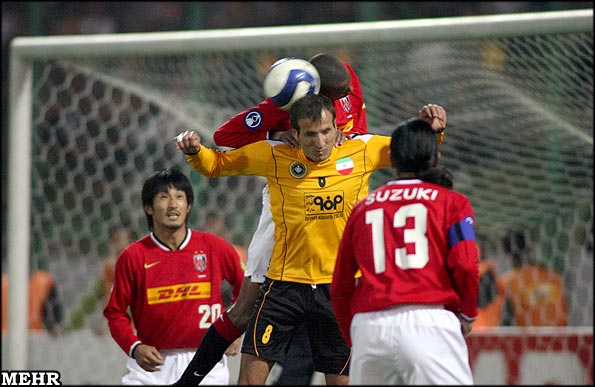
دیدار فینال لیگ قهرمانان آسیا بین باشگاه سپاهان اصفهان و اوراوا رد دایاموندز در اصفهان، ۱۶ آبان ۱۳۸۶

### پرسپولیس
در فصل ۹۳–۱۳۹۲ لیگ برتر فوتبال ایران، محسن بنگر با قراردادی دوساله رسماً به باشگاه فوتبال پرسپولیس پیوست. انتقال محسن بنگر به پرسپولیس، به‌همراه جذب ستارگان آن زمان فوتبال ایران همچون سید جلال حسینی و حسین ماهینی توسط پرسپولیس انجام شد. پس از مدتی، محسن بنگر قرارداد خود را برای دو سال دیگر با پرسپولیس (تا پایان فصل ۲۰۱۶ لیگ برتر فوتبال ایران) تمدید کرد. 

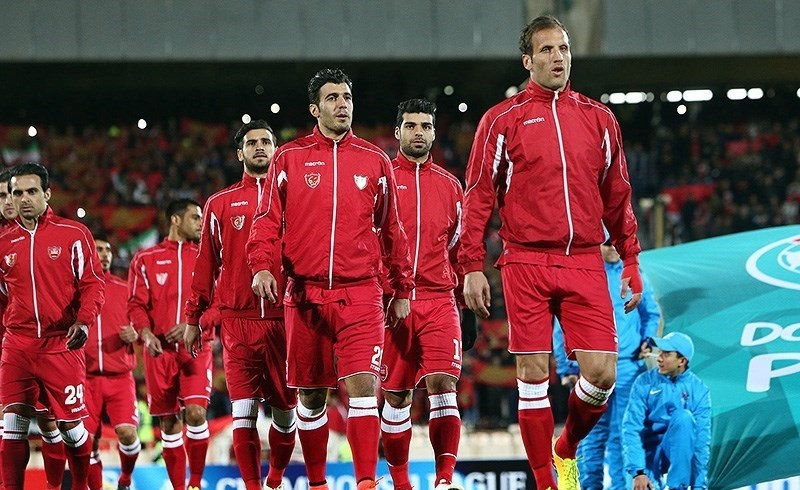
مسابقه پرسپولیس و لخویا در لیگ قهرمانان آسیا

نخستین گل محسن بنگر برای پرسپولیس در لیگ برتر فوتبال ایران و در مسابقه‌ای بین پرسپولیس تهران و تراکتورسازی تبریز زده شد. دومین گل او نیز در بازی بین پرسپولیس و گسترش فولاد تبریز در ورزشگاه آزادی تهران به ثمر رسید.
گل نخست پرسپولیس به لخویا قطر در سری مسابقات لیگ قهرمانان آسیا توسط محسن بنگر به ثمر رسید و در نهایت پرسپولیس آن بازی را ۳–۰ برد.
همچنین محسن بنگر با باشگاه فوتبال پرسپولیس تهران عنوان نایب قهرمانی جام حذفی فوتبال ایران (۱۳۹۱–۹۲)، لیگ برتر خلیج فارس (۱۳۹۲–۹۳ و ۱۳۹۴–۹۵) را به‌دست‌آورد.
محسن بنگر جزو بازیکنان بدون شکست در شهرآورد تهران می‌باشد؛ او در شهرآورد هشتاد و دوم تهران که با نتیجه ۴–۲ به سود پرسپولیس پایان یافت نیز حضور داشت.
محسن بنگر جمعاً ۱۰۸ بازی رسمی برای پرسپولیس در لیگ برتر خلیج فارس انجام داد و در این رقابت‌ها ۲ گل به ثمر رساند.

### تراکتور
با جذب سید جلال حسینی توسط پرسپولیس، محسن بنگر از این تیم جدا شد و با قراردادی ۱ ساله به باشگاه فوتبال تراکتور پیوست.

### نفت تهران
محسن بنگر پس از اتمام قرارداد یک‌ساله‌اش با تراکتورسازی تبریز، با قراردادی به نفت تهران پیوست.

### پارس جنوبی جم
محسن بنگر پس از یک فصل بازی در نفت تهران به تیم پارس‌جنوبی جم پیوست.

## ملی

### تیم ملی فوتبال ایران
محسن بنگر برای مسابقات زیادی به تیم ملی فوتبال ایران فراخوانده شد اما در نهایت در بیشتر آن‌ها در ترکیب قرار نگرفت؛ او در مجموع ۱۴ بازی رسمی برای تیم ملی فوتبال ایران انجام داده‌است. او به همراه تیم ملی در تورنمنت جام ملت‌های آسیا ۲۰۱۱ حضور داشت. او به همراه تیم ملی، در مسابقات فوتبال غرب آسیا ۲۰۰۸ قهرمان شد.

## افتخارات

### باشگاهی

#### سپاهان
- لیگ برتر خلیج فارس
  - قهرمان (۳): ۱۳۸۹–۱۳۸۸، ۱۳۹۰–۱۳۸۹ ۱۳۹۱–۱۳۹۰
  - نایب‌قهرمان (۱): ۱۳۸۷–۱۳۸۶
- جام حذفی ایران
  - قهرمان (۲): ۱۳۸۵–۱۳۸۴، ۱۳۸۶–۱۳۸۵
- لیگ قهرمانان آسیا
  - نایب‌قهرمان (۱): ۲۰۰۷

#### پرسپولیس
- لیگ برتر خلیج فارس
  - نایب‌قهرمان (۲): ۱۳۹۳–۱۳۹۲، ۱۳۹۵–۱۳۹۴
- جام حذفی ایران
  - نایب‌قهرمان (۱): ۱۳۹۲–۱۳۹۱

#### نفت تهران
- جام حذفی ایران
  - قهرمان (۱): ۱۳۹۶–۱۳۹۵

### ملی

#### ایران
- قهرمانی فوتبال غرب آسیا
  - قهرمان (۱): ۲۰۰۸

### نامزدی دریافت بهترین بازیکن سال آسیا (۲۰۱۲)
فدراسیون فوتبال آسیا محسن بنگر و علی کریمی از ایران به همراه ۳ بازیکن از کشورهای چین و کره‌جنوبی و استرالیا را نامزد دریافت جایزه بازیکن سال آسیا معرفی کرد.